# Santos Rodulfo Cortés
Santos Rodulfo Cortés (Ciudad Bolívar, 22 de marzo de 1924 - Caracas, 3 de enero de 2014) destacado historiador, cronista, político, investigador, escritor y profesor venezolano.

## Biografía
Obtuvo los grados académicos de Doctor en Ciencias, Mención Historia y Licenciado en Filosofía y Letras, Mención Historia en la Universidad Central de Venezuela. Egresado del Instituto Pedagógico de Caracas y de la Universidad de Míchigan, Estados Unidos. Diputado Suplente al Congreso Nacional, años (1964-1969) y (1969-1973). Profesor Asociado a tiempo exclusivo para Investigaciones de Campo en el Instituto de Antropología e Historia de la facultad de Humanidades y Educación (1969-1971). Profesor de Geografía Física, Antropología y Sociología, Historia de la Geografía y Seminario de Geografía, en la Escuela de Geografía de la Facultad de Humanidades y Educación de la Universidad Central de Venezuela (1960-1978). Miembro Principal del Consejo de la Facultad de Humanidades y Educación de la Universidad Central de Venezuela (1971). Director del Instituto de Antropología e Historia de la Faculta de Humanidades y Educación de la Universidad Central de Venezuela (1971). Director de la Escuela de Biblioteconomía y Archivos, Facultad de Humanidades y Educación, Universidad Central de Venezuela (1962-1969). Profesor de Bibliografía de Fuentes Históricas en la Escuela de Biblioteconomía y Archivos de la Universidad Central de Venezuela (1969). Pertenece a la Federación Venezolana de Maestros, Colegio de Profesores de Venezuela, Colegio de Humanistas de Venezuela, Asociación venezolana de Archiveros, Asociación de Profesores de la Universidad Central de Venezuela. Centro Histórico del Estado Falcón y de la Sociedad Bolivariana de Venezuela.
Fue incorporado el 7 de febrero de 2002 como Individuo de Número de la Academia Nacional de la Historia de Venezuela ocupando el sillón con la letra “Z”.

## Obra
Entre los libros de Santos Rodulfo Cortés destacan los siguientes:
- El medio físico Venezolano (1952)
- Estudio meteorológico del Centro de Caracas (1955)
- Aspectos físicos del piedemonte de Venezuela (1955)
- Antología documental de Venezuela (1960)
- El cocuy en el folklore venezolano (1961)
- Folklore del café en la región de El Hatillo (1962)
- Bibliografía de Miguel Acosta Saignes (1963)
- Antología documental de Venezuela (1966)
- Bibliografía de J.F. Reyes Baena (1969)
- Geografía Altitudinal de Venezuela (1961)
- La geografía de la Historia (1962)
- Memoria anual de la Escuela de Biblioteconomía y Archivos de la Universidad Central de Venezuela (1964-1965-1966-1967-1968)
- Función de los Archivos en el Desarrollo Nacional (1970)
- El Congreso de la Villa del Rosario de Cúcuta, Bohemia (1971)
- Sesquicentenario de la Campaña de Carabobo, Bohemia (1971)
- El régimen de las Gracias al Sacar en Venezuela durante el periodo Hispánico Tomo I y II. Academia Nacional de la Historia (1978)
- 19 de abril de 1810, Una Revolución Popular Inconclusa (2010)

## Distinciones
- 1927, Orden “27 de junio” 2.ª. Clase.
- 1981, Orden “Andrés Bello” 2.ª. Clase.
- 1991, Orden “General Tomás de Heres” Primera Clase.
- 1996, Orden “Cacique Yare” Primera Clase.
- 2010, Entrevista Diario el Universal,[2]